# Saurida
Genre
Saurida est un genre de poissons marins et d'eaux saumâtres de la famille des Synodontidae.

## Systématique
Le genre Saurida a été créé en 1850 par le zoologiste français Achille Valenciennes avec pour espèce type Saurida tumbil.

## Liste d'espèces
Selon World Register of Marine Species (17 septembre 2021) :
- Saurida argentea MacLeay, 1881
- Saurida brasiliensis Norman, 1935
- Saurida caribbaea Breder, 1927
- Saurida elongata (Temminck & Schlegel, 1846)
- Saurida filamentosa Ogilby, 1910
- Saurida flamma Waples, 1982
- Saurida golanii Russell, 2011
- Saurida gracilis (Quoy & Gaimard, 1824)
- Saurida isarankurai Shindo & Yamada, 1972
- Saurida lessepsianus Russell, Golani & Tikochinski, 2015
- Saurida longimanus Norman, 1939
- Saurida macrolepis Tanaka, 1917
- Saurida microlepis Wu & Wang, 1931
- Saurida micropectoralis Shindo & Yamada, 1972
- Saurida nebulosa Valenciennes, 1850
- Saurida normani Longley, 1935
- Saurida pseudotumbil Dutt & Sagar, 1981
- Saurida suspicio Breder, 1927
- Saurida tumbil (Bloch, 1795)
- Saurida tweddlei Russell, 2015
- Saurida umeyoshii Inoue & Nakabo, 2006
- Saurida undosquamis (Richardson, 1848)
- Saurida wanieso Shindo & Yamada, 1972

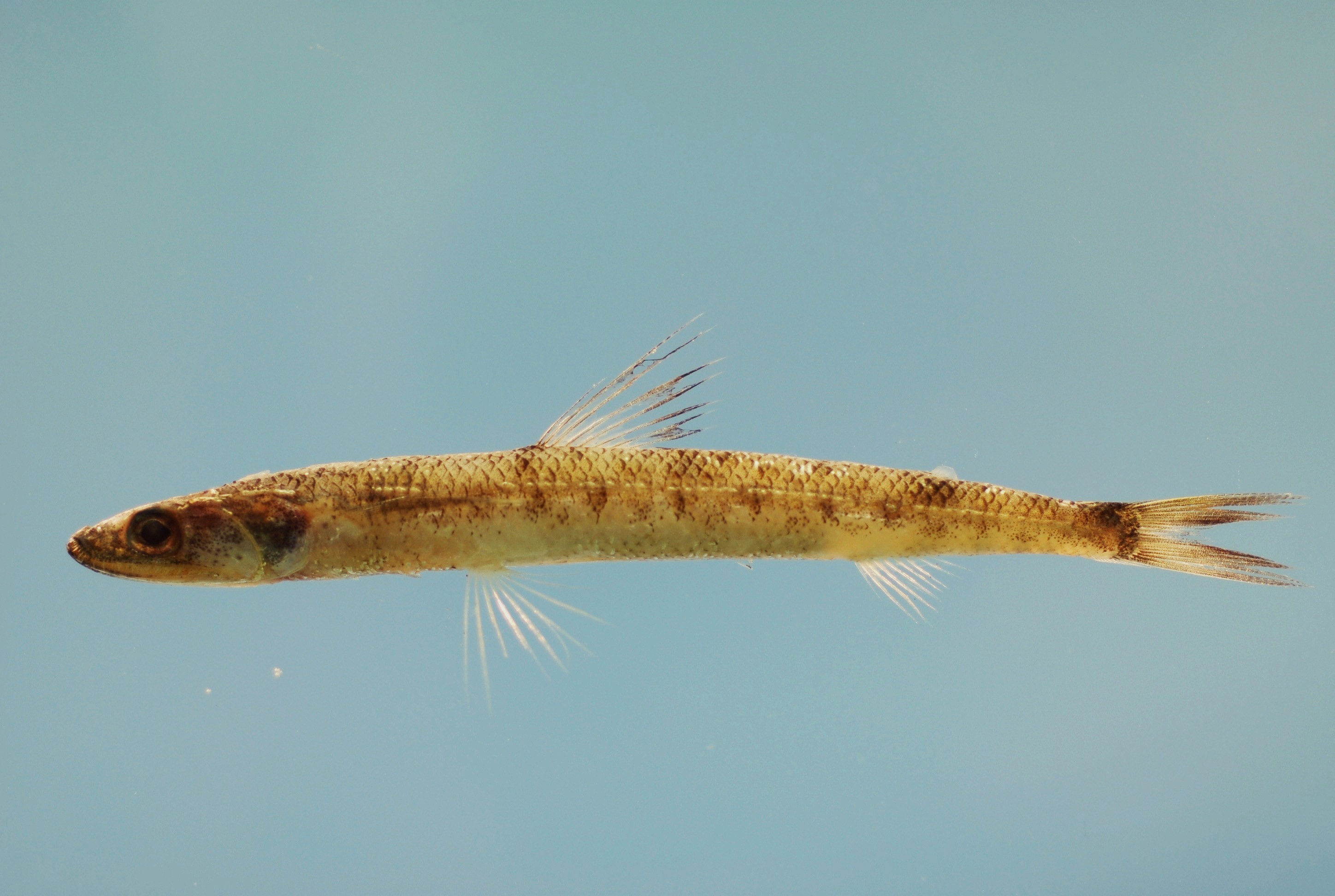
Saurida caribbaea
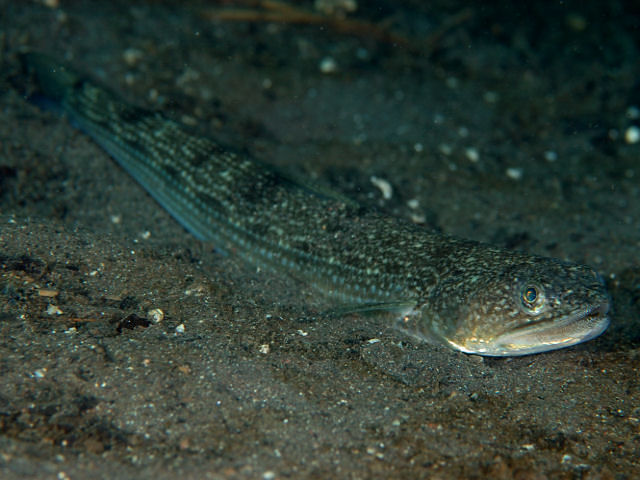
Saurida elongata
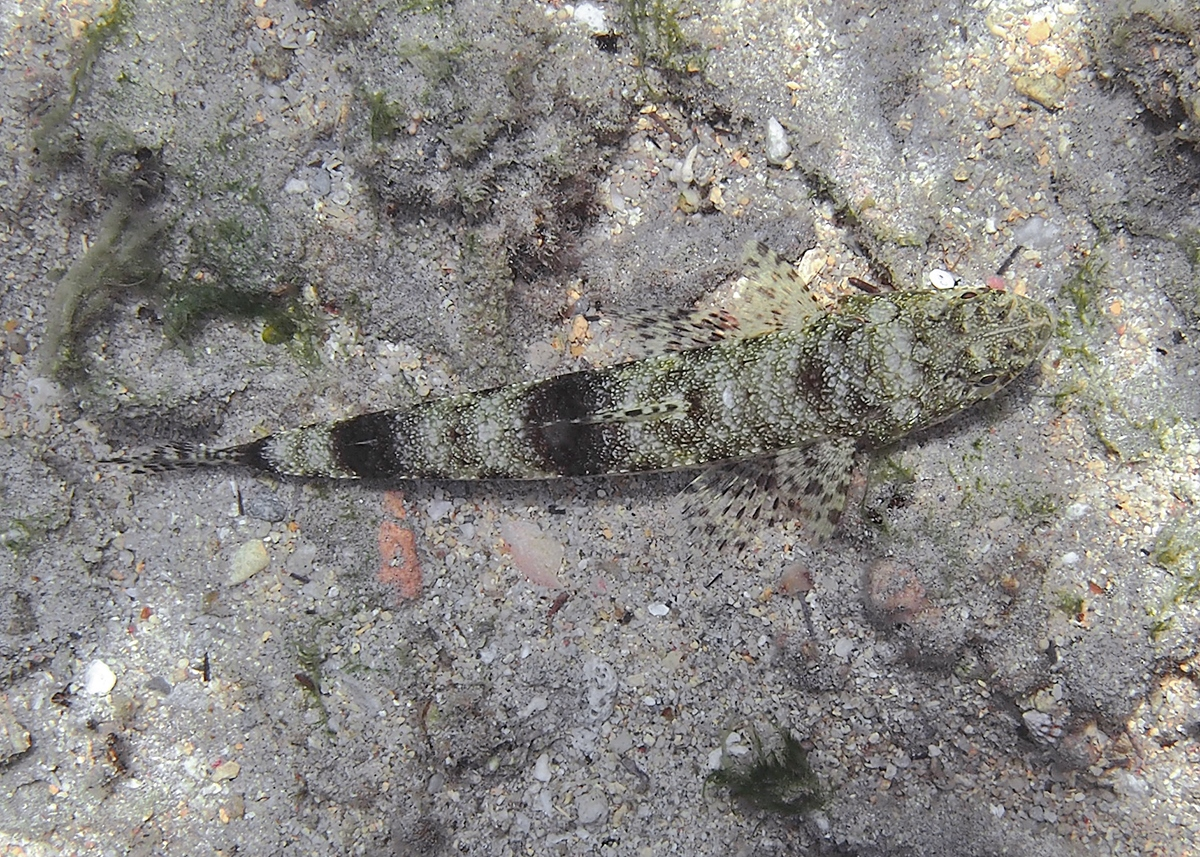
Saurida gracilis
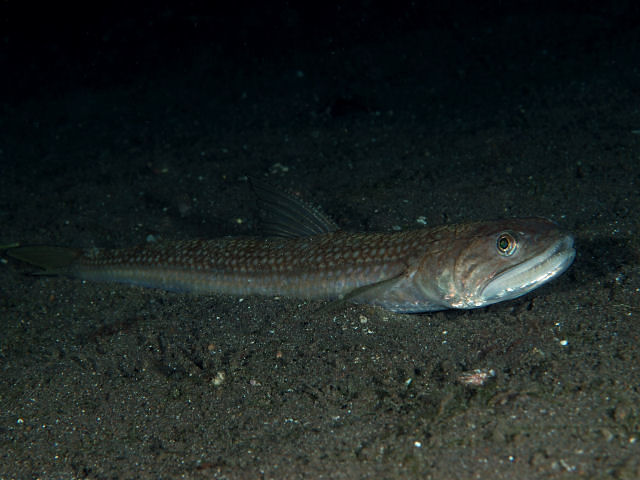
Saurida macrolepis
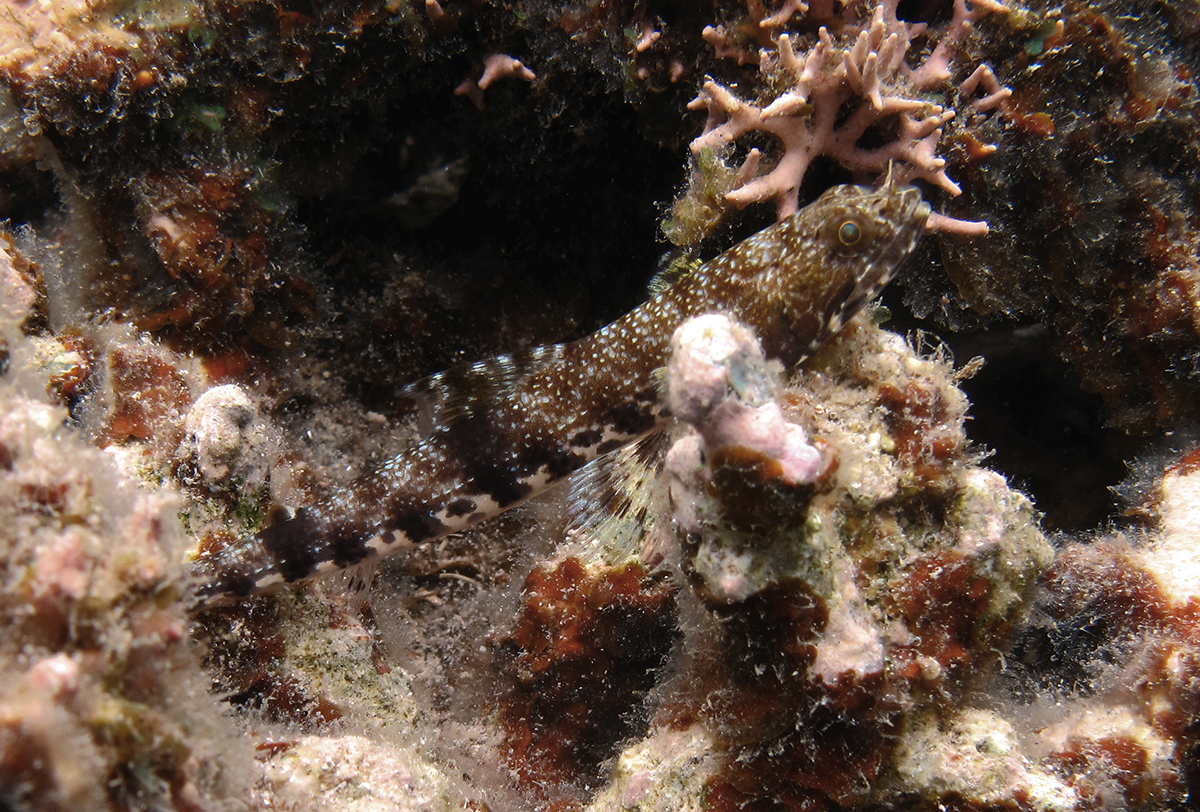
Saurida nebulosa
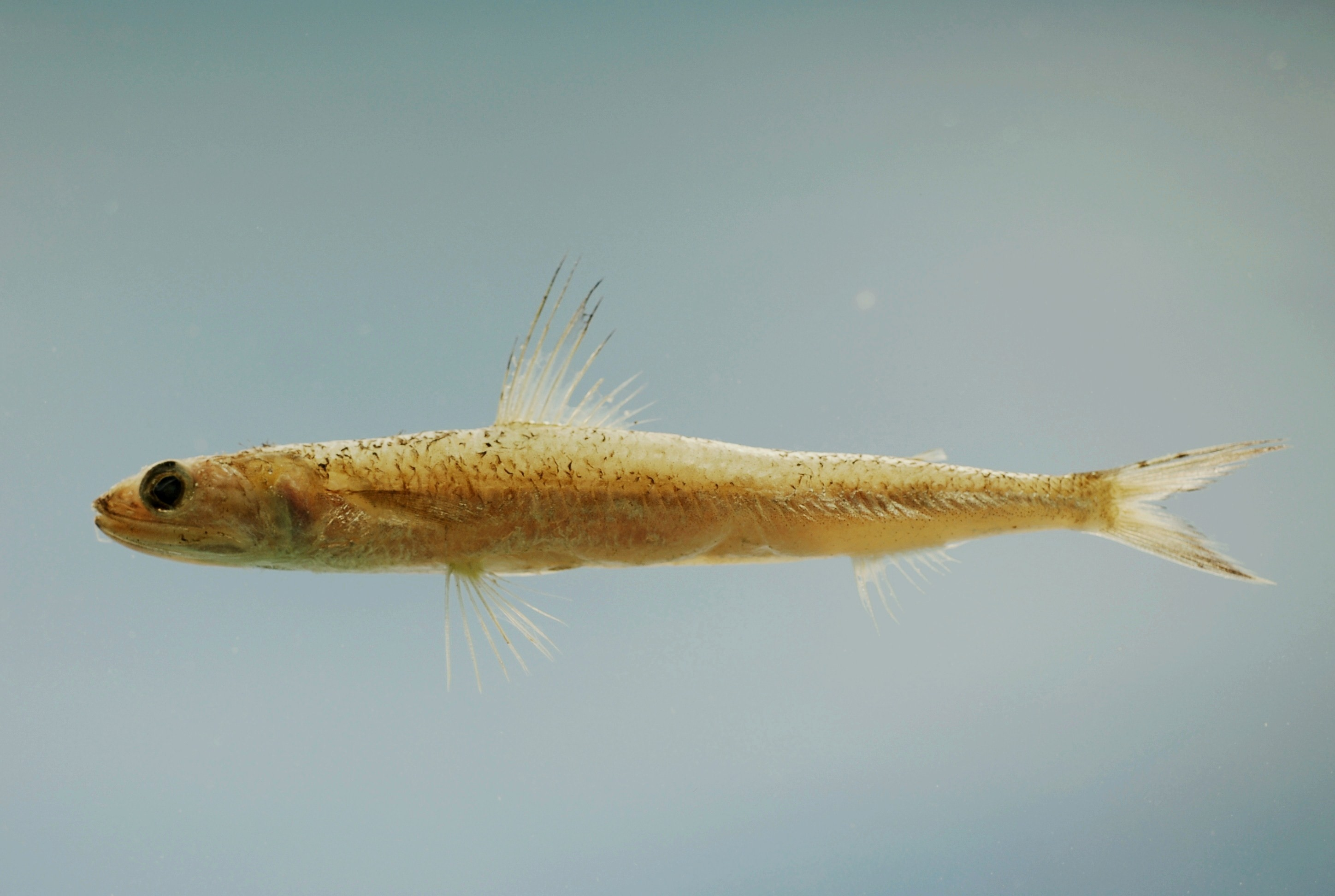
Saurida normani
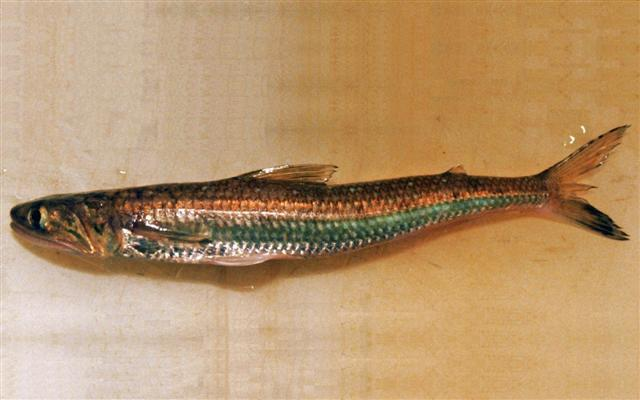
Saurida undosquamis.